# 咬合調整
咬合調整（こうごうちょうせい）とは、上下顎歯牙の異常な接触関係を選択的に削合して、顎口腔系と調和のとれた咬合を得る歯科治療の方法。
クラウン等の補綴物を新製した際にも、口腔内と模型上の誤差がでる（実験的に丁寧に行っても90～335μm程度の誤差がでる）など、製作にあたり誤差が出るために、診療室での咬合調整が必要となる。

## 目的
1. 歯の異常な接触を取り除くことにより、咬合性外傷から歯周組織を保護すること
2. ブラキシズムなどによって生ずる筋の異常な緊張や疼痛を除去すること
3. 咬合面の形態を修正することによって咀嚼効率を高め、また食片の流れを改善して歯肉の健康を保つこと
4. 有害な側方圧を軽減させ、咬合圧の均等な分散をはかること

## 適応症
1. 咬合性外傷による歯周組織の損傷、歯の動揺、病的な移動
2. ブラキシズムや咬合異常に起因する悪習慣
3. 咬合に起因する筋障害、顎関節症、咬合病など
4. 矯正治療中や治療後の咬合の不安定な症例
5. 広範囲な補綴治療の前処置

## 禁忌症
1. 著しく挺出した歯。著しく咬耗した歯列
2. 咬合高径が短縮しているもの
3. 極端な不正咬合
4. 知覚過敏となっている歯